# William Wynne Ryland
William Wynne Ryland (Londra, luglio 1732 – Tyburn, 29 agosto 1783) è stato un incisore inglese.

## Biografia
William Wynne Ryland era il primo dei sette figli dell'incisore Edward Ryland (morto nel 1771) ed è stato un pioniere nella tecnica della maniera punteggiata o maniera nera. Fu condannato a morte e morì per impiccagione, per l'accusa di aver realizzato false monete.
Studiò incisione a Londra e si perfezionò con Simon François Ravenet. A Parigi visse sette anni e fu allievo di François Boucher, per il disegno e di Jacques-Philippe Le Bas, per l'incisione. Tornato a Londra ebbe da Giorgio III d'Inghilterra la nomina a incisore del re, con una indennità di 200 sterline l'anno. Realizzò il ritratto inciso del re e della regina Carlotta, tratto quest'ultimo da un dipinto di Francis Cotes.

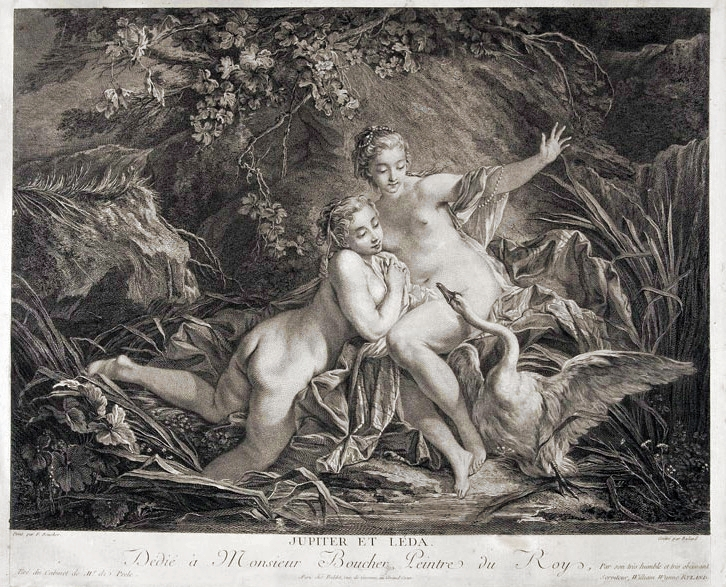
Ryland, Giove e Leda, 1758

Nel 1766 fu accolto come membro della Society of Artists of Great Britain - una associazione che diede origine alla Royal Academy of Arts - dove espose sue incisioni.
A fine carriera abbandonò l'incisione classica a tratteggio e inventò l'incisione a maniera punteggiata che consiste nel comporre ogni linea con minuscoli punti. Con questa tecnica, che faceva sembrare una incisione un disegno a matita, riprodusse disegni di John Hamilton Mortimer (1740-1779) e di Angelica Kauffmann.
Insieme ad uno dei suoi allievi, Henry Bryer, aprì a Londra un negozio di stampe, ma l'allievo fallì nel 1771. Oppresso da debiti, William Wynne Ryland si ritirò nella sua casa di Knightsbridge. Nel 1783 fu accusato di aver confezionato monete cartacee false, per l'importo di 714 sterline, a danno della Compagnia britannica delle Indie orientali. All'arrivo dei gendarmi che dovevano arrestarlo, tentò il suicidio tagliandosi la gola. Il 27 luglio di svolse il processo. Per le prove fornite dal negoziante, che gli aveva fornito la carta da incidere, fu ritenuto colpevole di falso, condannato a morte e impiccato nel villaggio di Tyburn.
Lasciava la vedova e sei fanciulli orfani. Sua figlia divenne insegnante di disegno e sua moglie, rimasta vedova, aprì una bottega di stampe ad Oxford Street. Il British Museum possiede una raccolta di sue illustrazioni, realizzate ad inchiostro di china, per il romanzo Tom Jones di Henry Fielding.

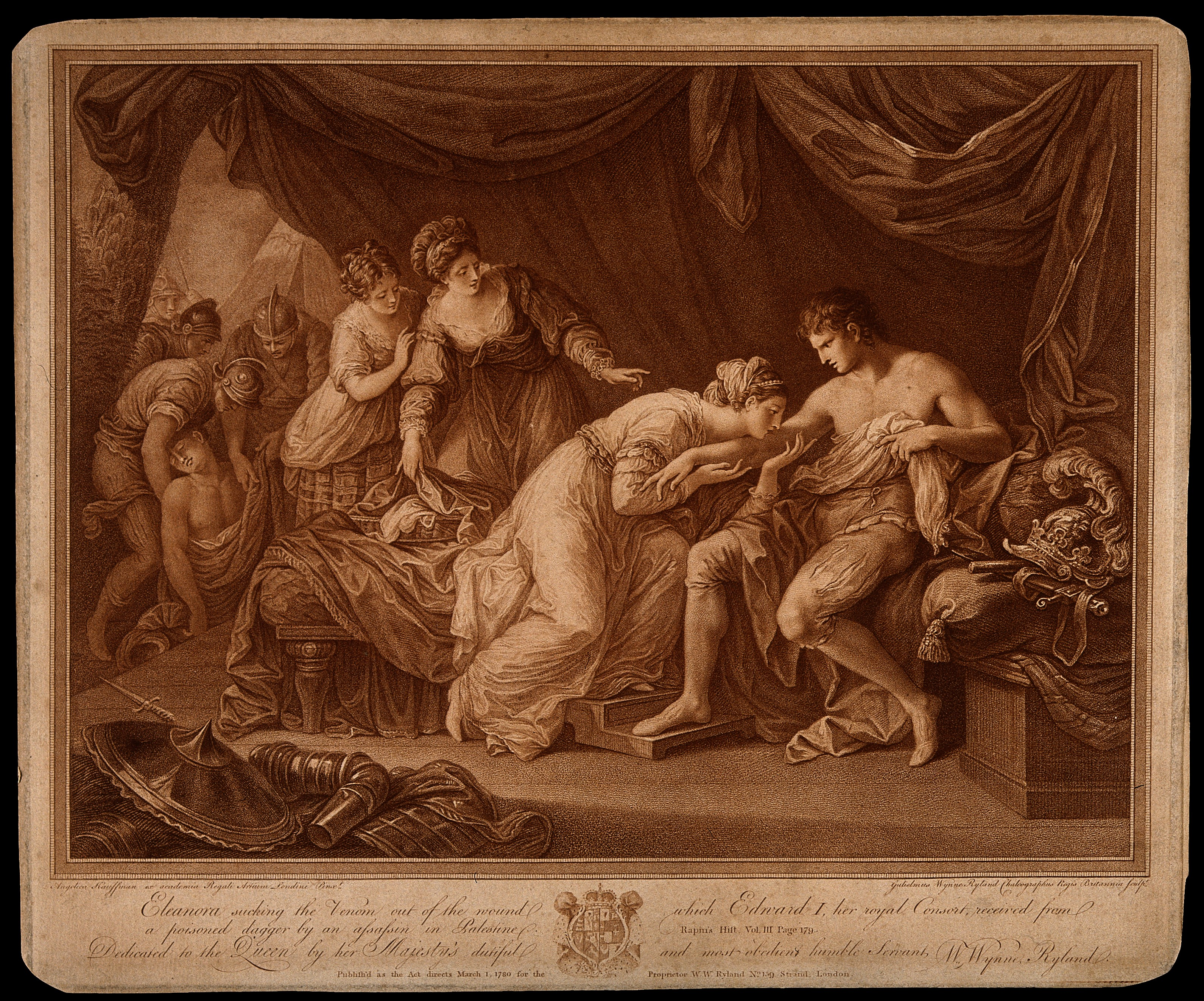
La regina Eleonora succhia il veleno dal braccio del re Edoardo I, 1780

### Pubblicazioni
Sotto il titolo Collection of Prints in imitation of Drawings, l'editore Charles Rogers pubblicò nel 1778 una serie di incisioni originali, raccolte in due volumi e che erano opera di vari artisti. Tra quelle di William Wynne Ryland, realizzate a mezzatinta, ad imitazione del disegno, ci sono scene tratte dal Macbeth di Shakespeare e la Deposizione del Parmigianino.